# (602) Марианна
(602) Марианна (англ. Marianna) — астероид главного пояса, относящийся к спектральному классу C. Он был открыт 16 февраля 1906 года американским астрономом Джоэлом Меткалфом в Тонтонской обсерватории. Происхождение названия неизвестно.

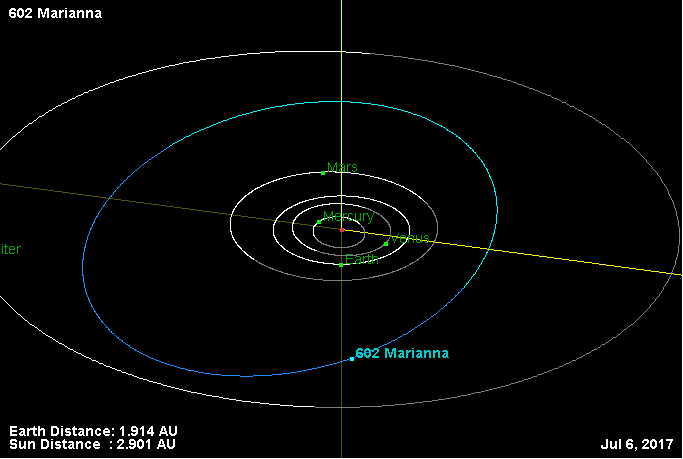
Орбита астероида Марианна и его положение в Солнечной системе